# 李鐘圓
李鐘圓（1994年12月31日—），或譯李鍾元，男，韓國演員、模特兒。

## 簡歷
2018年於網路劇《面向未來的事實》首次亮相。2020年透過《了解的不多也無妨，是一家人》，展現穩定的演技，給大衆留下了深刻的印象。2022年在電視劇《金湯匙》首次擔任主演飾演黃泰勇一角，與陸星材擔任雙男主。

## 演出作品

### 電視劇
| 年份   | 電視臺       | 劇名                           | 角色           | 備註 |
| 2019年 | JTBC         | 《討厭你的方法》               |                |      |
| 2019年 | SBS          | 《農夫士官學校2》              | 李宇振         |      |
| 2020年 | Playlist/MBC | 《XX》                         | 王正登         |      |
| 2020年 | tvN          | 《了解的不多也無妨，是一家人》 | 安孝錫         |      |
| 2020年 | KakaoTV      | 《Amanza》                     | 朴東延         |      |
| 2020年 | MBC          | 《愛我的間諜》                 | Tinker         |      |
| 2020年 | Netflix      | 《非常校護檔案》               | 學生           |      |
| 2021年 | tvN          | 《機智醫生生活2》              | 金健           |      |
| 2022年 | MBC          | 《金湯匙》                     | 黃泰勇         | 主演 |
| 2024年 | MBC          | 《夜晚開的花》                 | 朴秀浩／任賢在 | 主演 |
| 2024年 | MBN          | 《壞記憶橡皮擦》               | 李信           | 主演 |
| 2024年 | ENA          | 《酒醉羅曼史》                 | 尹敏洙         | 主演 |

### 電影
| 年份   | 片名           | 角色   | 備註 |
| 2019年 | 《尼娜，娜娜》 | 秀完   |      |
| 2019年 | 《社會成員》   | 金京植 |      |
| 2020年 | 《在你的夢中》 |        |      |
| 待公布 | 《箭木池》     | 基泰   |      |

### MV
| 年份   | 發布日期 | 歌手                        | 歌名                            | 官方影片 | 備註 |
| 2018年 | 7月13日  | 李承煥（feat. Stella Jang） | 《For Your Ears Only》          |          |      |
| 2018年 | 5月16日  | Eyedi                       | 《Luv Highway》                 |          |      |
| 2019年 | 3月18日  | WOOZE                       | 《I'll Have What She's Having》 |          |      |
| 2021年 | 10月18日 | IU                          | 《Strawberry moon》             |          |      |

## 獲獎及提名
| 年份   | 颁奖礼             | 獎項                    | 作品       | 結果 |
| 2022年 | MBC演技大獎        | 男子新人獎              | 《金湯匙》 | 獲獎 |
| 2024年 | 第60屆百想藝術大獎 | 電視部門 男子新人演技獎 | 夜晚開的花 | 提名 |

## 外部連結
- 官方网站
- 李鐘圓的Instagram帳戶
- 李鐘圓在NAVER上的资料
- 李鐘圓在Daum上的资料
- 李鐘圓在韩国电影数据库（KMDb）上的資料（韓語）
- 李鐘圓在互联网电影资料库（IMDb）上的資料（英文）
- 李鐘圓在HanCinema的頁面（英文）